# Primevère officinale
Primula veris
Espèce
Classification phylogénétique

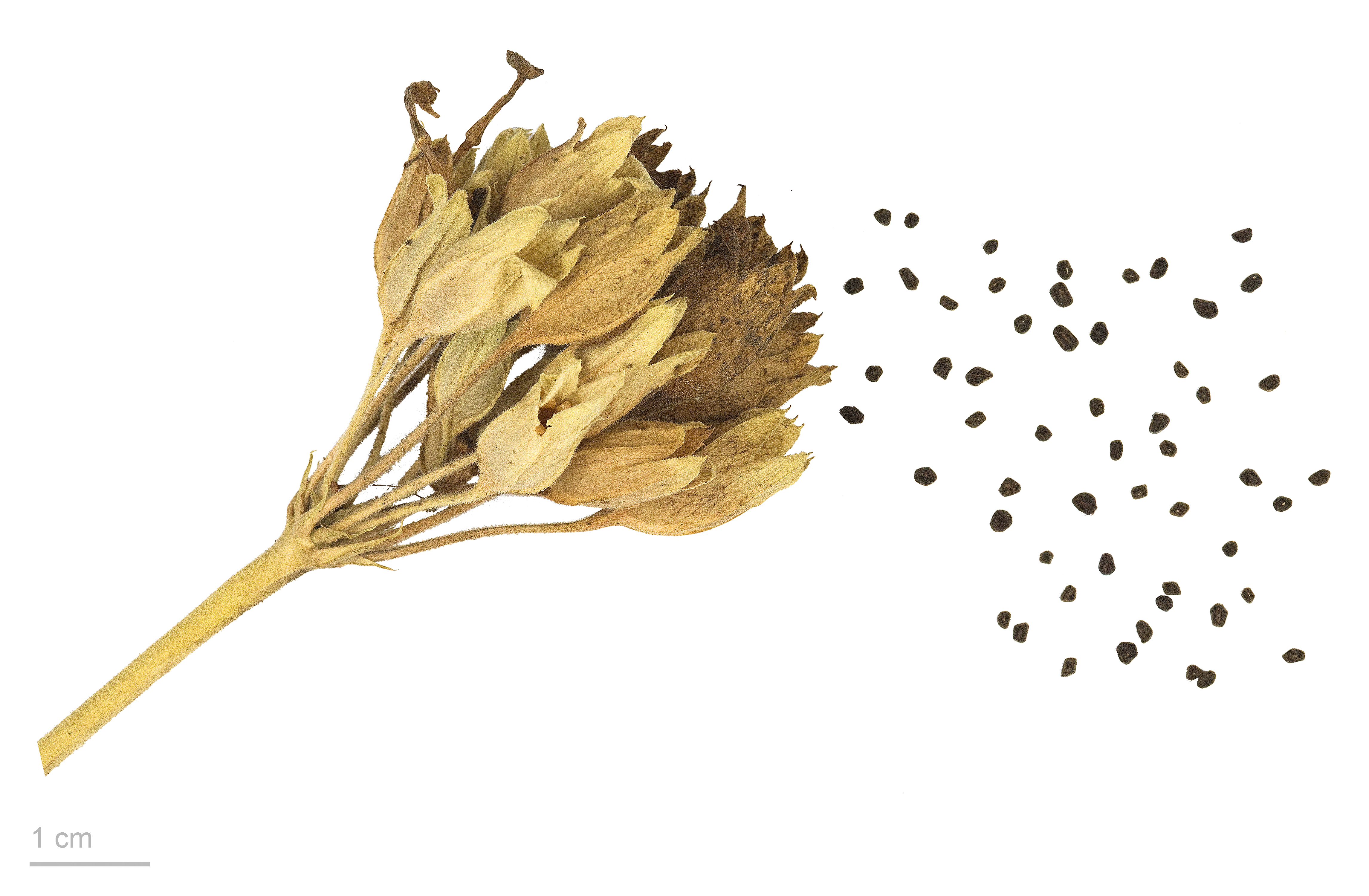
Primula veris au Muséum de Toulouse.

La Primevère officinale (Primula veris) est une espèce de plantes à fleurs de la famille des Primulacées.
Selon les régions, elle est parfois appelée le coucou, la brérelle, le coqueluchon, l’herbe à la paralysie, l’herbe de saint Pierre, la primerolle, la primevère de printemps, la primevère printanière et plus rarement la primevère vraie.

## Description
C'est une plante herbacée vivace.
D'une rosette de feuilles ovales allongées émergent plusieurs hampes florales. Calices et corolles sont soudés, les pétales portent une tache orange à leur base.
La primevère développe deux types de fleurs, toutes hermaphrodites. Des pieds produisent des fleurs dont le pistil dépasse les étamines ce qui a pour effet d'éviter l'autopollinisation. D'autres pieds ont un pistil court dépassé par les étamines. Dans ce cas, il y a décalage de maturation de ces organes sexuels ce qui empêche l'autofécondation.
Les fleurs produisent un nectar parfumé.

## Habitats
Ce sont des plantes rustiques de pleine lumière des prés, des talus et des bois clairs. Elles préfèrent un sol pauvre et calcaire (pH neutre à basique).

## Répartition
C'est une espèce largement répandue en Europe, plus rare vers l'ouest de la France et dans la région méditerranéenne.

## Sous-espèces
Les botanistes distinguent quatre sous-espèces :
- Primula veris subsp. veris ;
- Primula veris subsp. canescens en Europe centrale ;
- Primula veris subsp. columnae en Europe du Sud ;
- Primula veris subsp. macrocalyx en Russie.

C'est une des parentes de la primevère cultivée avec la Primevère élevée (Primula eliator), la Primevère acaule (Primula vulgaris) et Primula juliae.

## Utilisations

### Alimentaire
Les feuilles et fleurs peuvent être consommées crues ou cuites comme pour la primevère élevée (Primula eliator), la primevère acaule (Primula vulgaris) et Primula juliae. Les feuilles sont meilleures lorsqu'elles sont jeunes et apportent une note légèrement anisée un peu piquante (que l'on retrouve en plus fort dans les racines) dans une salade composée. Après le printemps, il vaut mieux les cuire en soupe ou en légume mais de préférence avec d'autres plantes car elles sont parfois un peu fortes. La friture les rend croustillantes à souhait. Elles flétrissent lorsque la plante a formé ses graines. Les fleurs sont consommées en salade mêlées à d'autres fleurs et interviennent dans différents breuvages (thés, tisanes, infusions, sirops ; aromatisation du vin et des vinaigres). Elles décorent les plats chauds ou froids et sont également utilisées confites au sucre en pâtisserie.

### Propriétés médicinales
Ce sont les mêmes que celles de la primevère acaule (Primula vulgaris) et de la primevère élevée (Primula eliator).
Les fleurs, adoucissantes et calmantes, sont utilisées dans des mélanges pectoraux (tisane, vin, huile). Les feuilles sont anti-ecchymotiques. Toute la plante et particulièrement la racine ont des propriétés analgésiques, anti-spasmodiques, diurétiques, pectorales et expectorantes. Ses vertus contre les rhumatismes et les spasmes expliquent qu'elle a reçu autrefois le nom d'Herbe de la paralysie.

## Étymologie
"Primula" du latin "primulus", "tout premier", allusion aux fleurs précoces; "veris" signifie "du printemps"; "officinalis", médicinal.

## Galerie

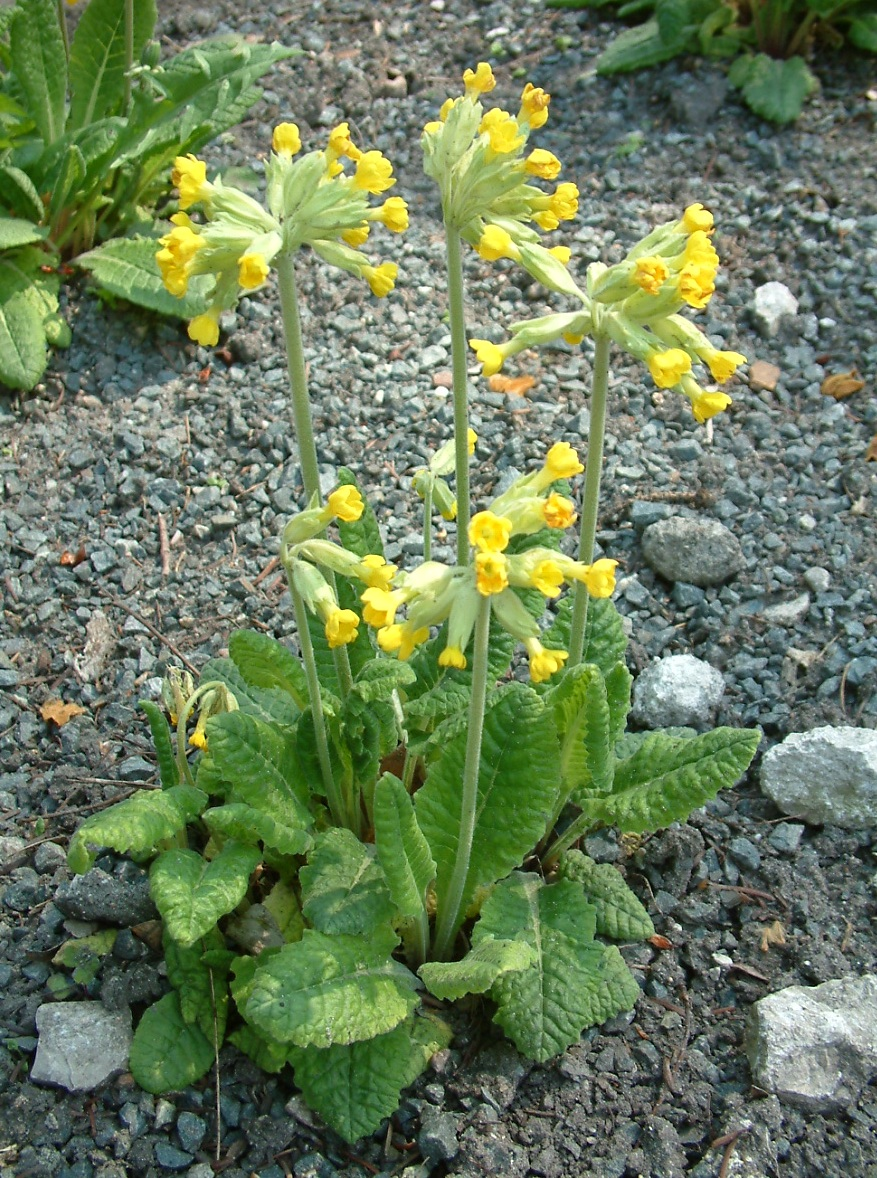
Plante.
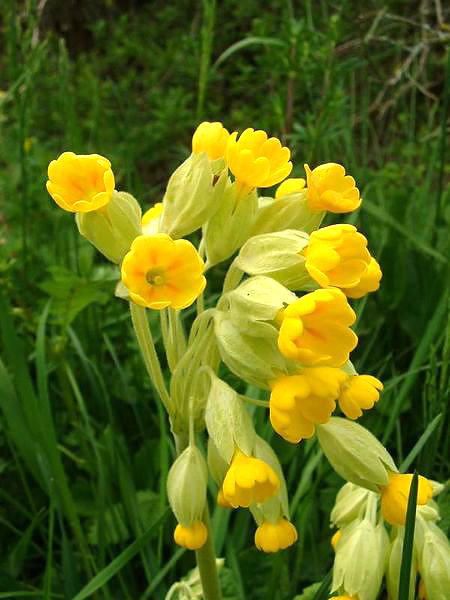
Inflorescence.
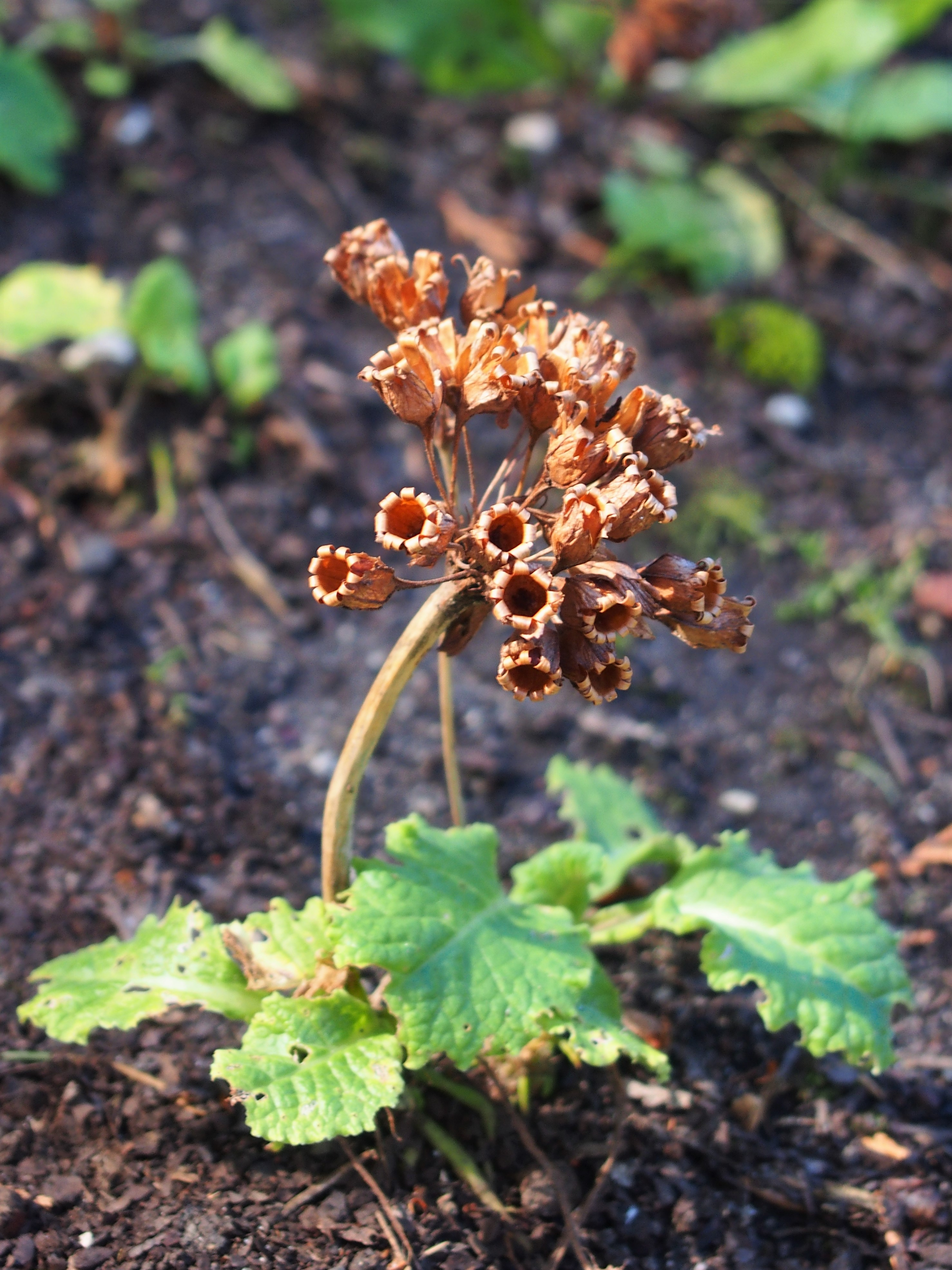
Fruits.